# Grand Rapids, Minnesota

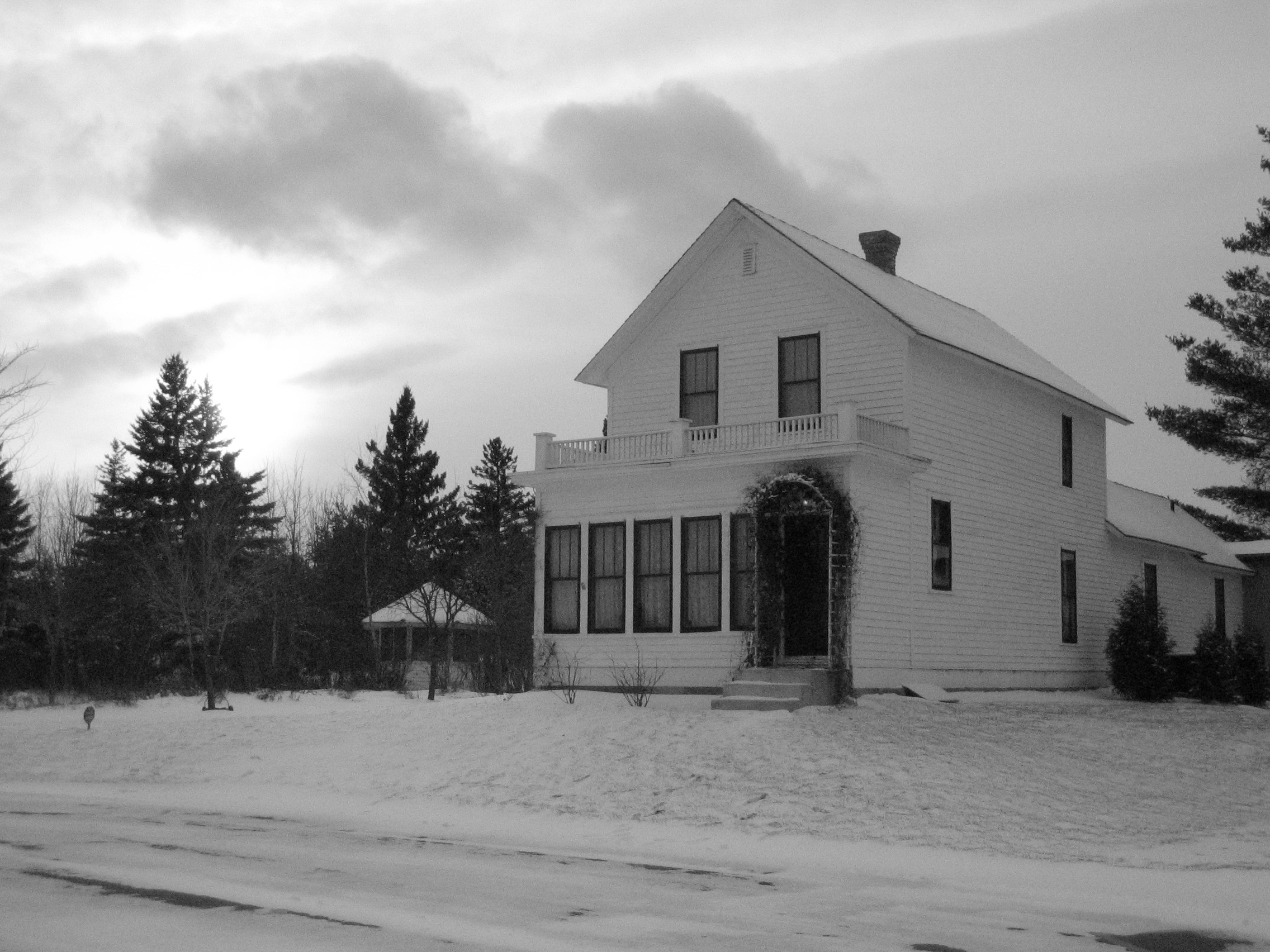
Huset där Judy Garland föddes.

Grand Rapids är en stad (city) i Itasca County i delstaten Minnesota, USA. År 2010 uppgick befolkningen till 10 869 personer. Grand Rapids är administrativ huvudort (county seat) i Itasca County. Stadens namn syftar på forsarna i Mississippifloden. Forsarna gjorde att ångbåtarna på floden inte kunde ta sig vidare norrut härifrån. 
Sångerskan och skådespelerskan Judy Garland föddes i Grand Rapids 1922 och hon bodde där till hon var cirka fyra år gammal. Födelsehuset är öppet för allmänheten som Judy Garland Museum.